# Mammalogie
De mammalogie is de wetenschap die zoogdieren bestudeert. Het wordt ook wel mastologie, mastozoölogie of theriologie genoemd. 

## Onderwerpen
De mammalogie houdt zich bezig met onder andere de taxonomie, classificatie, evolutie, natuurlijke historie, voortplanting en ecologie van dieren, alsmede met het gedrag. Van enkele zoogdieren (vooral de mens) wordt ook wel de sociologie en de psychologie bestudeerd.

## Subdisciplines
De belangrijkste subdisciplines van mammalogie zijn primatologie (voor primaten), antropologie (mensen; soms ook wel voor mensapen gebruikt), kynologie (voor honden), hippologie (voor paarden) en cetologie (voor walvissen).

## Publicaties
Veel mammalogische artikelen worden gepubliceerd in het Journal of Mammalogy (Amerikaans), Mammalia (Frans), Acta Theriologica (Pools), Mammalian Biology (Zeitschrift für Säugetierkunde) (Duits), Australian Mammalogy (Australisch), Mastozoología Neotropical (Argentijns) en Acta Chiropterologica (Pools, alleen voor vleermuizen). Daarnaast worden ook in niet-gespecialiseerde tijdschriften als American Museum Novitates, Bulletin of the American Museum of Natural History en Proceedings of the Biological Society of Washington veel artikelen over zoogdieren gepubliceerd. Mammalian Species is een serie artikelen waarin de kennis over een bepaalde soort wordt samengevat. Artikelen over fossiele zoogdieren worden ook wel in de bovengenoemde tijdschriften gepubliceerd, maar daarnaast ook in onder andere het Journal of Vertebrate Paleontology.